# George Hepplewhite

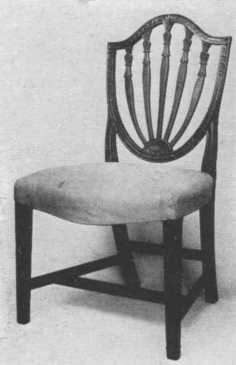
Una silla Hepplewhite con su respaldo distintivo.

George Hepplewhite (1727? - 21 de junio de 1786) fue un fabricante de sillas y armarios, uno de los «tres grandes» de la ebanistería inglesa del siglo XVIII junto a Thomas Sheraton y Thomas Chippendale.
No se conservan muebles fabricados por Hepplewhite o su empresa, pero dejó el nombre a un estilo de livianos y elegantes muebles que estuvieron de moda entre 1775 y 1800: durante los siglos siguientes continuaron reproduciéndose sus diseños. Una de las características que aparece en muchos de sus diseños, aunque no en todos, es un respaldo en forma de escudo en lugar de un respaldo chato.

## Vida y obra
Muy poco se conoce de la vida de Hepplewhite. Algunas fuentes reconocidas no listan información de nacimientos, sin embargo un «George Hepplewhite» nació en 1727
en la parroquia de Ryton,Condado de Durham, Inglaterra.
Se empleó como aprendiz en Lancaster y luego se mudó a Londres, donde abrió un negocio, que luego de su muerte en 1786, fue continuado por su viuda, que en 1788 publicó un libro con cerca de 300 diseños, «Cabinet Maker and Upholsterers Guide», reeditado en 1789 y 1790.
Muchos se apresuran en alabar al diseñador, pero no toman nota de las discrepancias en su triste fama: la guía publicada, que presenta a Hepplewhite como su autor apareció después de su muerte. No fue hasta varios años después de su muerte que sus diseños comenzaron a ser apreciados. Alicia, su viuda, fue responsable de la publicación. Las ediciones posteriores fueron editadas por Alicia años después de la muerte de su esposo, y como se conoce poco de la vida de George Hepplewhite (su certificado de fallecimiento brinda la única prueba documental de su existencia) cabe preguntarse si Hepplewhite fue una persona real, o sólo un nombre utilizado por Alice Hepplewhite para publicar en un mundo poco afecto a la iniciativa femenina. 

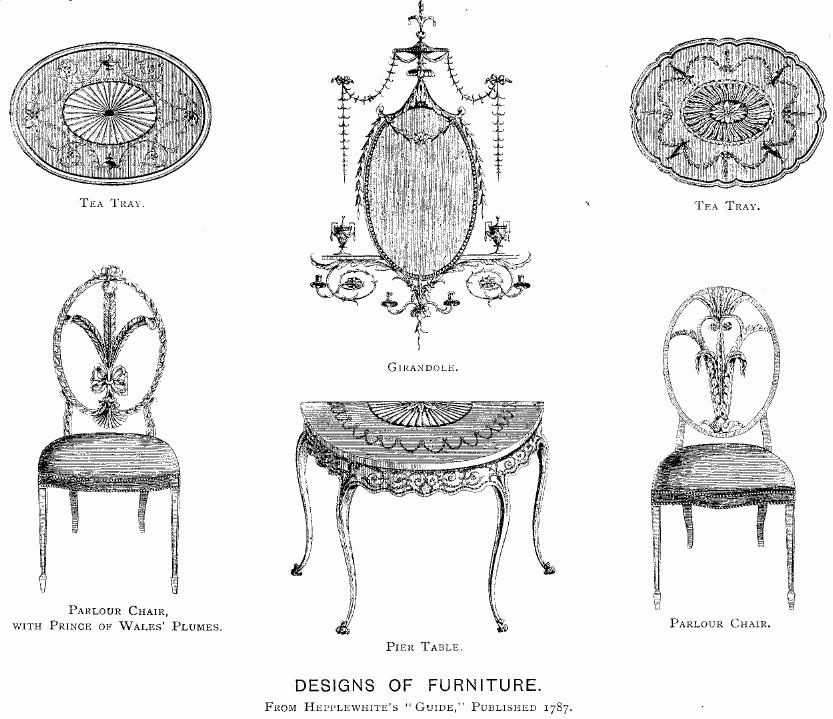
Diseño de mobiliario de la guía de Hepplewhite.

Con contemporáneos como Thomas Chippendale produciendo diseños en una variedad de estilos, el de Hepplewhite es más fácil de identificar. Sus diseños eran esbeltos, con formas más curvilíneas y bien balanceados. Hay varias características que distinguen a un diseño Hepplewhite: apoyabrazos curvos más cortos, patas rectas, respaldo en forma de escudo, conjunto sin tallas. LAs únicas ornamentaciones consistían en pinturas o incrustaciones. 
El libro influenció a los ebanistas y fabricantes de muebles por varias generaciones, que realizaron copias y variaciones de los modelos durante los siglos XIX y XX.